# Radanfah Abu Bakr
Radanfah Abu Bakr (Port of Spain, 12 febbraio 1987) è un calciatore trinidadiano, difensore del Port of Spain.

## Palmarès
- A Lyga: 1

Sūduva: 2017